# 戇豆先生
，是一部英國電視喜劇，由路雲·雅堅遜負責大部份編劇以及擔當劇中主角「戇豆先生」，各剧集亦由羅賓德里斯科爾、李察·寇蒂斯、本埃爾頓（1集）参与编剧。於1990年1月1日在英國独立电视台首播第一集《憨豆先生》，1995年10月31日播放《晚安，豆豆先生》 ，最后一集《憨豆先生理发记》作为独家影片在1995年11月15日播放，但直到2006年才在英国播出。早在罗温·艾金森于牛津大学皇后學院攻读硕士时，他已有创造该性格鲜明的人物的想法，他描述该角色是“成人体内存在着儿童心智”，常常在生活中弄巧成拙。憨豆先生少言寡语，常常透过肢体幽默及“奇妙”的想法与行动引人发笑。在这方面该剧受到肢体喜剧演员（如贾克·大地）与默片喜剧演员的影响。在5年内，《憨豆先生》系列获得了大量的英国观众，仅第二集已达1874万，并获得了诸多国际大奖，包括金玫瑰獎。本剧已在全球245个地区播出。衍生作品包括同名電視動畫《憨豆先生》以及两部电影《憨豆先生》与《戇豆放大假》（Mr. Bean's Holiday）。此外，罗温·艾金森也曾以「憨豆先生」的身份出现在2012年夏季奥林匹克运动会开幕典礼当中。

## 登場角色及常见道具
此处仅为《憨豆先生》电视喜剧中出场的人或物，其他在《动画版憨豆先生》等出场的人或物请参见相关条目。

### 戇豆先生（Mr. Bean）
路雲·雅堅遜饰演。該作主角。擁有一隻泰迪熊娃娃泰迪（Teddy），這是他最好的朋友。

### 泰迪（Teddy）
為憨豆的泰迪熊娃娃，但被憨豆視為生物以及朋友，每次都會輕輕地使他「睡」在憨豆的床上，並在《憨豆先生理发记》當作活寵物帶進寵物秀參賽。然而憨豆對他也有粗暴的一面，甚至還弄斷過泰迪的頭、當泰迪是油漆刷、以及給泰迪進烘乾機令泰迪變小。
在卡通頻道 (台灣)中，在動畫新版裡的豆豆先生的泰迪熊玩偶的名字，被改名為巴蒂（Buddy），在重播階段時，更是用英文字幕而非中文，若無用原音收看，第一次接觸的觀眾皆會被混淆，而豆豆的泰迪熊玩偶，不管是舊版還是新版，一直以來都是名為泰迪（Teddy）。
泰迪在劇裡一直被更換，並在劇集拍攝結束後將泰迪捐至蓋爾斯·布蘭德雷斯泰迪熊博物館。該博物館於2008年結業後，泰迪以180英鎊拍賣出售。

### 豆豆先生的车

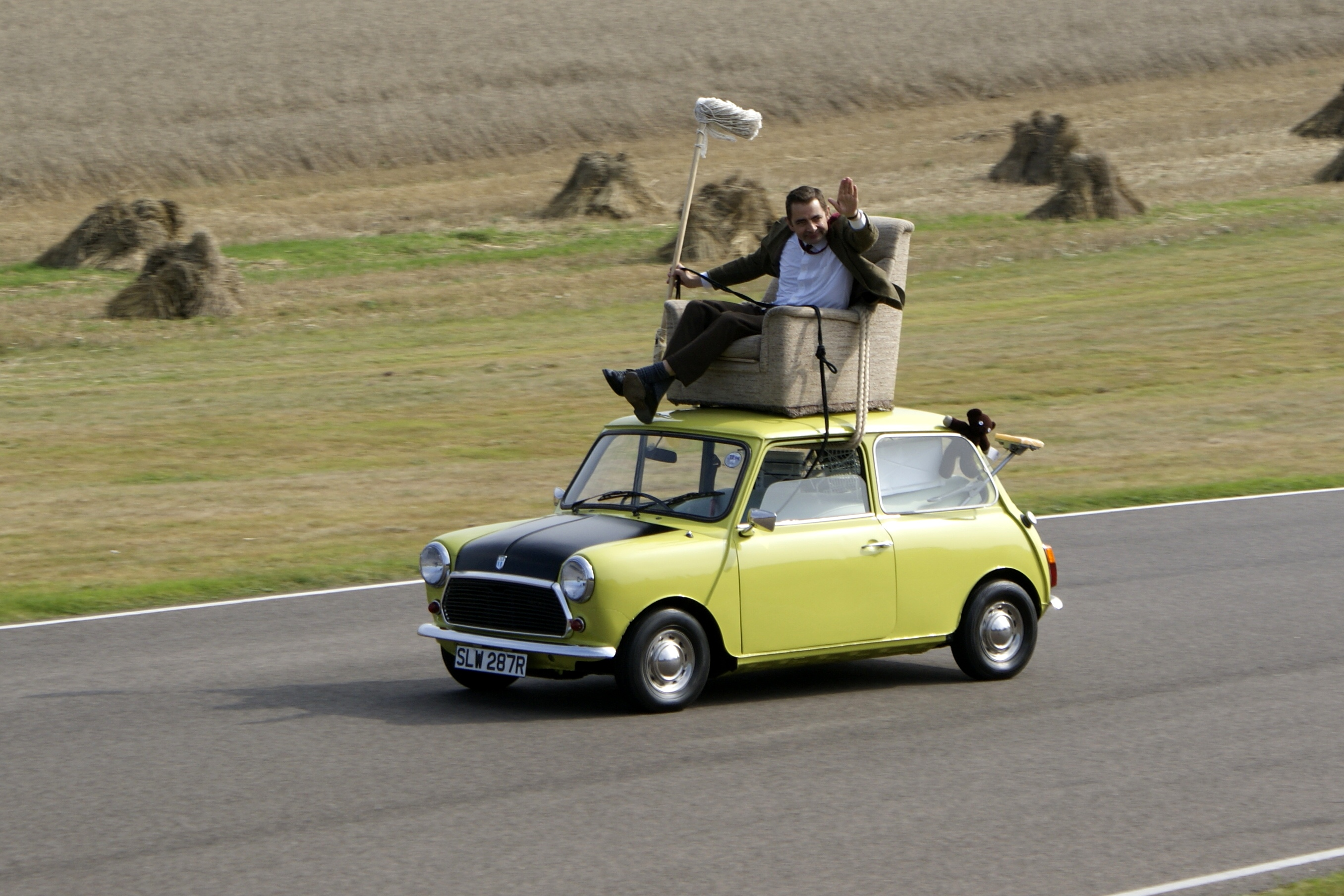
戇豆先生与爱车

豆豆先生擁有一輛Mini小轎車，在第一集的外殼顏色是橙色（車牌：RNT 996H），不過在該集完結前撞散；之後則換成黄绿色（車牌：SLW 287R，動畫版改為STE 952R），使用外置鎖頭，而非車内置的門鎖。
豆豆先生特別喜歡以自己的Mini捉弄一輛藍色的里來恩特知更鳥三輪車（車牌：GRA 26K），包括將它撞離泊車位、在車前切線（有時更導致其翻側）等。

### 愛瑪（Irma Gobb）
Matilda Ziegler饰演。豆豆先生的女朋友，亦是他的青梅竹馬，是個漂亮金髮眼鏡女郎，然而她時常被憨豆不公平對待，憨豆僅僅對她像普通朋友般對待，因此兩人之間的約會通常不歡而散。她和豆豆先生一樣，也有一隻泰迪熊娃娃綠蒂（Lottie），有時候也會帶牠出去玩，有時候也會和豆豆一樣為泰迪舉辦生日派對，綠蒂只在卡通出場。正職為圖書館員。

### 海邊盲人、隔壁座考生、飯店房客、禮品店經理、男禮生
Robin Driscoll飾演一位金髮男士，在各個不同單元串場

## 剧集列表
| 集数 | 标题（英语）               | 标题（中文）             |
| ---- | -------------------------- | ------------------------ |
| 1    | Mr.Bean                    | 憨豆先生                 |
| 2    | The Return Of Mr. Bean     | 憨豆先生的歸來           |
| 3    | The Curse Of Mr. Bean      | 憨豆先生的詛咒           |
| 4    | Mr. Bean Goes To Town      | 憨豆先生到鎮上           |
| 5    | The Trouble With Mr. Bean  | 憨豆先生大麻煩           |
| 6    | Mr. Bean Rides Again       | 憨豆先生精華遊           |
| 7    | Merry Christmas Mr. Bean   | 聖誕節快樂，憨豆先生     |
| 8    | Mr. Bean In Room 426       | 426號房，憨豆先生        |
| 9    | Do-It-Yourself Mr. Bean    | 自己動手，憨豆先生       |
| 10   | Mind The Baby, Mr. Bean    | 憨豆先生，照顧寶寶       |
| 11   | Back To School Mr. Bean    | 回到校園，憨豆先生       |
| 12   | Tee Off, Mr. Bean          | 憨豆打高爾夫球           |
| 13   | Goodnight Mr. Bean         | 晚安，憨豆先生           |
| 14   | Hair By Mr. Bean Of London | 憨豆先生，倫敦街頭理髮師 |
| 15   | The Best Bits of Mr. Bean  | 憨豆先生精選集           |

## 外部網站
- 官方網站（页面存档备份，存于）
- 官方Youtube （页面存档备份，存于）
- Mr. Bean Live Performance at the London 2012 Olympic Games Olympic Channel. 2012-07-28